# COM Express
COM ExpressはComputer on Module(COM) の代表的な規格の1つである。

## 概略
2005年7月10日に最初の仕様であるR1.0が規定され、2009年3月には"COM Express Carrier Design Guide (R1.0)"が公開された。
COM Expressにはフォームファクタの違いによって次の2種類が規定されている。
- ベーシック（125mm×95mmの外形）
- イクステンデッド（155mm×110mmの外形）

外形では最大寸法を規定しているため、これらより小さければ良く、メーカーによっては小さなサイズで「micro」や「nano」と名乗って独自規格の製品シリーズを提供している例もある。
キャリアボードとの接続用のコネクタは、端から16mmに固定用穴の位置が規定されており、0.5mmピッチの110ピン×2列の220ピンのもの「ROW AB」が1つは必須であり、オプションでさらに同じもの「ROW CD」が1つ追加使用できる。ピンの信号配列はROW ABとROW CDをあわせてTYPE 1からTYPE 5までの5つが規定されており、電源もこれらから供給される。
キャリアボードとの上下の間隔は5mm又は8mmである。